# Austrozele brevicaudis
Austrozele brevicaudis är en stekelart som först beskrevs av Szepligeti 1902.  Austrozele brevicaudis ingår i släktet Austrozele och familjen bracksteklar. Inga underarter finns listade.